# RebeldeS Tour 2011
Tour Rebeldes 2011 fue la primera gira de conciertos nacionales de dicha banda. 
En la gira figura que vendieron 8 fechas en Brasil, que visitó tres veces São Paulo, donde se reunieron más de 25.000 aficionados de São Paulo
El DVD/CD Rebeldes: Ao vivo del grupo Rebeldes fue grabado en São Paulo en diciembre de 2011.

## Repertorio
1. Apertura
2. Rebelde Para Sempre
3. Do Jeito Que Eu Sou
4. Tchau Pra Você!
5. Ponto Fraco
6. Quando Estou do Seu Lado
7. Você é o Melhor Pra Mim
8. Depois da Chuva
9. O Amor Esta em Jogo
10. Como um Rockstar
11. Juntos Até o Fim
12. Livre Pra Viver
13. Um Dia de Cada Vez
14. Outra Freqüência
15. Born This Way
16. Last Nite
17. RAP Rebeldes
18. Firework
19. Toda Forma de Amor
20. Loca
21. Rebelde Para Sempre / Cierre

## Fechas
| Fecha                   | Ciudad         | País   | Local               | Observación   |
| ----------------------- | -------------- | ------ | ------------------- | ------------- |
| América del Sur         |                |        |                     |               |
| 30 de octubre de 2011   | Porto Alegre   | Brasil | Pepsi on Stage      | Gira debut    |
| 27 de noviembre de 2011 | Salvador       | Brasil | Wet' Wild           |               |
| 3 de diciembre de 2011  | Goiânia        | Brasil | Atlanta Music Hall  |               |
| 4 de diciembre de 2011  | São Paulo      | Brasil | Espaço das Américas | Grabación DVD |
| 5 de diciembre de 2011  | São Paulo      | Brasil | Espaço das Américas |               |
| 17 de diciembre de 2011 | Vitória        | Brasil | Arena Vitória       |               |
| 18 de diciembre de 2011 | São Paulo      | Brasil | Espaço das Américas |               |
| 25 de diciembre de 2011 | Río de Janeiro | Brasil | Arena HSBC          |               |

- Datos: Q6102336